# Sūḩrob Khoçaev
Sūḩrob Khoçaev (in tagico: Сӯҳроб Хоҷаев; accreditato dalla World Athletics con la trascrizione Suhrob Khodjaev; Farkhor, 21 maggio 1993) è un martellista tagiko naturalizzato uzbeko.

## Biografia
Nato in Tagikistan, Khoçaev ha iniziato la propria carriera juniores competendo ai Mondiali allievi in Italia, vincendo una medaglia d'argento. Successivamente ha optato di proseguire la carriera con la nazionale dell'Uzbekistan a partire dall'anno successivo e disputando la prima competizione internazionale nel 2011 in Giappone ai Campionati asiatici. Debutta mondialmente ai Giochi olimpici di Londra 2012, non arrivando in finale. Nel 2015 ha preso parte ai Mondiali in Cina e nello stesso hanno si è qualificato per le Olimpiadi di Rio de Janeiro 2016 Nel 2018 ha vinto una medaglia di bronzo in Indonesia ai Giochi asiatici.

## Palmarès
| Anno                               | Manifestazione                    | Sede           | Evento              | Risultato | Prestazione | Note |
| ---------------------------------- | --------------------------------- | -------------- | ------------------- | --------- | ----------- | ---- |
| In rappresentanza del Tagikistan   |                                   |                |                     |           |             |      |
| 2009                               | Mondiali allievi                  | Bressanone     | Lancio del martello | Argento   | 73,29 m     |      |
| In rappresentanza dell' Uzbekistan |                                   |                |                     |           |             |      |
| 2011                               | Campionati asiatici               | Kōbe           | Lancio del martello | 10º       | 58,50 m     |      |
| 2012                               | Mondiali juniores                 | Barcellona     | Lancio del martello | Bronzo    | 76,16 m     |      |
| 2012                               | Giochi olimpici                   | Londra         | Lancio del martello | 38º (q)   | 65,88 m     |      |
| 2014                               | Giochi asiatici                   | Incheon        | Lancio del martello | 5º        | 71,43 m     |      |
| 2015                               | Campionati asiatici               | Wuhan          | Lancio del martello | 4º        | 72,63 m     |      |
| 2015                               | Mondiali                          | Pechino        | Lancio del martello | 26º (q)   | 71,24 m     |      |
| 2016                               | Olimpiadi                         | Rio de Janeiro | Lancio del martello | 23º (q)   | 70,11 m     |      |
| 2017                               | Giochi della solidarietà islamica | Baku           | Lancio del martello | 5º        | 70,31 m     |      |
| 2018                               | Giochi asiatici                   | Giacarta       | Lancio del martello | Bronzo    | 74,06 m     |      |
| 2019                               | Campionati asiatici               | Doha           | Lancio del martello | Bronzo    | 72,85 m     |      |
| 2019                               | Giochi mondiali militari          | Wuhan          | Lancio del martello | 4º        | 71,53 m     |      |
| 2021                               | Giochi olimpici                   | Tokyo          | Lancio del martello | 29º (q)   | 71,26 m     |      |
| 2023                               | Campionati asiatici               | Bangkok        | Lancio del martello | Argento   | 71,83 m     |      |
| 2023                               | Giochi asiatici                   | Hangzhou       | Lancio del martello | Bronzo    | 70,79 m     |      |